# Oxypolis
Oxypolis är ett släkte av växter i familjen flockblommiga växter. Dess arter är hemmahörande i Nordamerika.

## Arter
Följande fyra arter ingår i släktet:
- Oxypolis fendleri
- Oxypolis occidentalis
- Oxypolis rigidior
- Oxypolis ternata

Tidigare fördes även några arter från släktet Tiedemannia hit.